# كالسيوم نووي

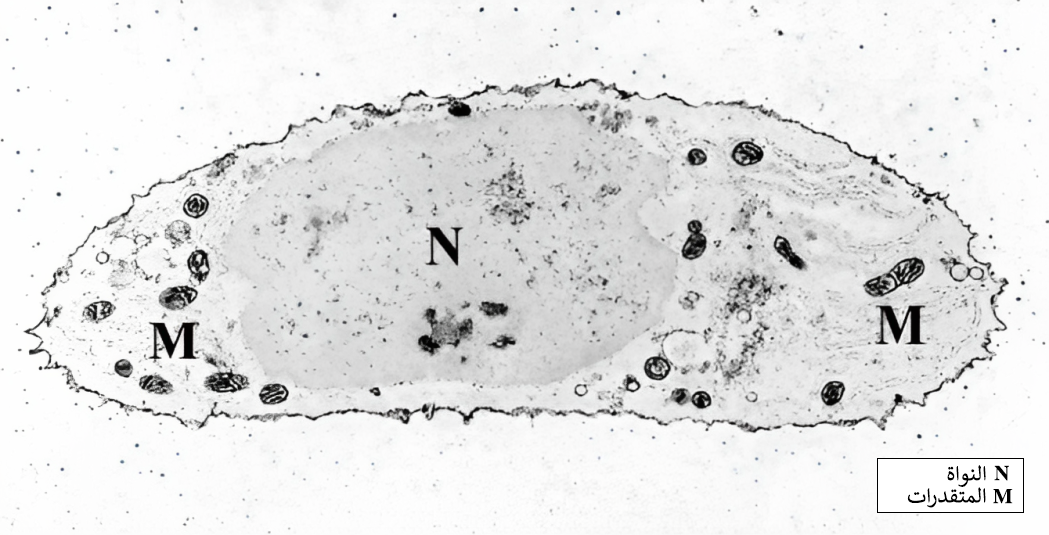
صورة مجهرية إلكترونية لنقل خلية غضروفية ، ملطخة بالكالسيوم ، توضح نواتها (N) والميتوكوندريا (M).

## الكالسيوم النووي
التركيز على وجود، الكالسيوم في نواة الخلية يستطيع زيادة التركيز على الاستجابة إلى الإشارات التي تأتي من البيئة المحيطة . الكالسيوم النووي منظمٌ قويٌ محفوظ من الناحية التطويرية التعبير الجيني الذي يسمح للخلايا الخضوع للاستجابات التكيُفية لمدة طويلة . فرضية الكالسيوم النووي فُرضت من قِبَل (هيلرمر بادينغ )الذي يصف الكالسيوم النووي في الخلايا العصبية بأنها نقطة نهاية لاشارات مهمة في المشابك العصبية إلى النواة التي ينشط فيها برامج تعبيرالجينات اللازمة للتعديلات المستمرة . في الجهاز العصبي ، الكالسيوم النووي يكون مطلوب لتكوين ذاكرة طويلة الأجل ،                                      وحماية عصبية مُكتسبة، والتطوير من الالتهابات المزمنة المؤلمة .  أما في القلب ، فالكالسيوم النووي مهم لتنمية تضخم القلب . أما فيما يخص جهاز المناعة ، فالكالسيوم النووي مطلوب لتنشيط الخلية (تي) البشرية . النباتات ايضاً تستخدم الكالسيوم النووي للتحكم باشارت التكافل .